# Kilyén Ilka
Kilyén Ilka (Nagynyulas, 1954. november 6. –) romániai magyar színművésznő.

## Életútja
A marosvásárhelyi Bolyai Farkas Líceumban érettségizett. Felsőfokú tanulmányokat ugyancsak Marosvásárhelyen a  Szentgyörgyi István Színművészeti Akadémián folytatott, ahol kiváló tanárai voltak (Tompa Miklós, Erdős Irma, Éghy Ghyssa, Tarr László, Kovács Levente, Szabó Csaba).
Végzés után (1977) azonnal szerződtette volna Temesvári Állami Magyar Színház, de ez abban az időben nem mehetett a közismert okok miatt, a friss diplomás magyar nemzetiségű értelmiségiek csak román nyelvű közegben működhettek, így  Kilyén Ilka színművésznőt a tordai román nyelvű munkás-színházhoz irányították. Nagyon sok utánajárás után 6 hónap múltán lehetett a temesvári színház tagja, ahol magyar nyelven adhatta elő szerepeit, hiszen magyar színésznőnek készült, sikeres éveket töltött ott, családi okok miatt 1982-ben átszerződött a marosvásárhelyi Tompa Miklós Társulathoz, ahol szintén lírai szerepeket játszik nagy átéléssel és nagy sikerrel.

## Szerepeiből
- Zsuzsanna (Tamási Áron: Csalóka szivárvány)
- Böske (Bartha Lajos: Szerelem)
- Abigail Williams (Arthur Miller: Salemi boszorkányok)
- Leányanya (Sütő András: Anyám könnyű álmot ígér)
- Gizus (Tersánszky Józsi Jenő: Kakukk Marci)
- A kerítőnő (Molière: A fösvény)
- Aura (Tudor Popescu: Egyenes adás)
- Szonya (Csehov: Ványa bácsi)
- Yvette (Brecht: Kurázsi mama és gyermekei)
- Olivia (Shakespeare: Vízkereszt vagy amit akartok)
- Larissa Dmitrievna (Osztrovszkij: Hozomány nélküli lány)

## Díjak, elismerések
- Kemény János-díj (EMKE, 1998)
- Bartók Béla emlék-díj (2006)
- Magyar Köztársasági Ezüst Érdemkereszt (2010)
- Magyar Örökség díj (2010)